# Linz villamosvonal-hálózata

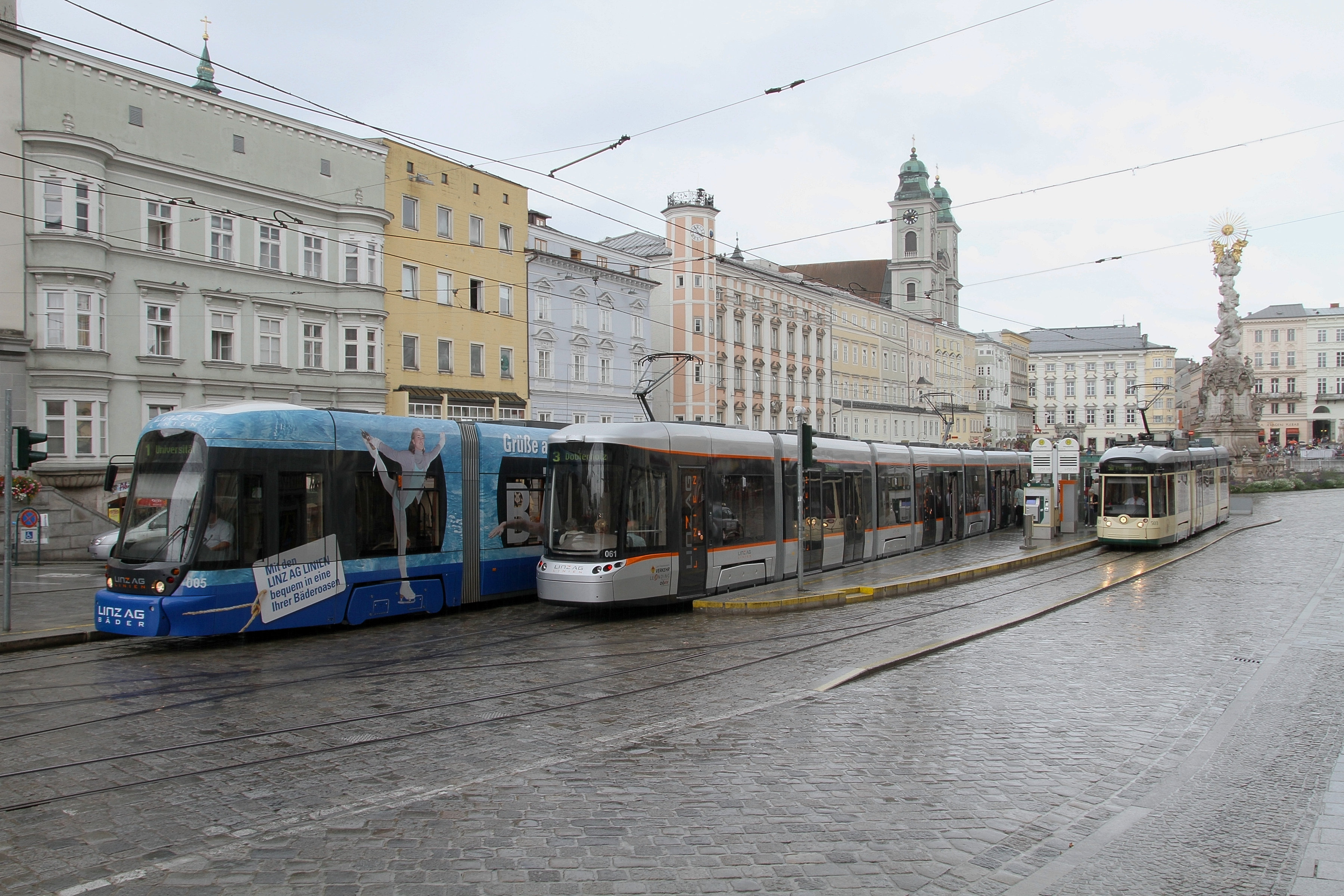
Különböző villamos-generációk Linzben

Linz villamosvonal-hálózata az ausztriai Linzben található, a jelenlegi hálózat öt vonalból áll, teljes hosszúsága 30,4 km.

## Története
A 900 mm-es keskeny nyomtávolságú villamos története az 1880-ban alapított lóvasúttal kezdődött. 1897-ben a vonalakat villamosították. A kezdetben egyvágányú villamost 1902-ben Ebelsbergig meghosszabbították, igaz a Traun hídon való áthaladásig 1929-ig még várni kellett, mivel a korábbi híd nem bírta el a villamosokat. Ezt követően kisebb nyugati irányú fejlesztések és a vonalak kétvágányúsítása következett. 1973-ban hídépítés során megszűnt az Edelsbergig futó vonal. 1977-ben az Egyetemig hosszabbították a vonalat. 2002-től ismételten jár Edelsbergig villamos, amelyet 2005. szeptember 2-án solarCity-ig meghosszabbítottak. 2009. május 29-én a Pöstlingbergbahnt integrálták a villamoshálózatba. 2011. augusztus 13-ától a 3-as vonal ideiglenes végállomása a Doplerholz lett. A jövőben a 2-es vonalat Pichlingig, a 3-as és 4-es villamosokat Traun – Haid – Ansfelden/Kremsdorf Nettingsdorf felé kívánják meghosszabbítani.

## Villamosvonalak
| 01 | Egyetem – Auwiesen         | 14,5 km | 35 megálló | egyirányú vezető állású szerelvény |
| 02 | Egyetem – solarCity        | 18,5 km | 44 megálló | egyirányú vezető állású szerelvény |
| 03 | Landgutstraße – Doblerholz | 08,5 km | 18 megálló | egyirányú vezető állású szerelvény |
| 50 | Fő tér – Pöstlingberg      | 04,1 km | 14 megálló | kétirányú vezető állású szerelvény |